# Ruta de Nueva Inglaterra 17
La Ruta 17 fue una autopista de 117 millas (188,29 km) de sentido este–oeste en la región de Nueva Inglaterra conocida como Westerly Route. Funcionaba desde la frontera de Nueva York-Massachusetts (continuando hacia Hudson, Nueva York vía la Ruta Estatal de Nueva York 23 y la 23B) hasta Great Barrington, Massachusetts y Hartford, Connecticut a Westerly, Rhode Island.

## Descripción
La designación moderna de la ruta fue:
- Ruta 23 desde la frontera con Nueva York en Great Barrington, MA
- U.S. Route 7 desde Great Barrington a North Canaan, CT
- U.S. Route 44 desde North Canaan, CT a Hartford, CT
- Ruta 2 desde Hartford, CT a Stonington, CT
- U.S. Route 1 desde Stonington, CT a Westerly, RI

- Datos: Q4707691